# Bob Bushnell
Robert C. „Bob“ Bushnell (* 1920 oder 1921) ist ein US-amerikanischer Jazz- und Studiomusiker (Kontrabass, Bassgitarre, auch Gitarre).
Bushnell stammte aus Philadelphia und spielte zu Beginn seiner Karriere ab 1948 mehrere Jahre bei Louis Jordan & His Tympany Five, bis er von Thurber „Sam Guy“. Jay abgelöst wurde. 1952 heiratete er die Witwe des Tänzers Bill „Bojangles“ Robinson, Elaine Dash Robinson.
In den beiden folgenden Jahrzehnten arbeitete er als Studiomusiker u. a. mit King Curtis, Haywood Henry, Earl Warren, Seldon Powell, Bill Doggett, Etta Jones, Solomon Burke, Jimmy Smith, Stan Getz, Don Covay, Cal Tjader, Johnny Hodges, Gary McFarland, Esther Phillips, Bernard Purdie, Big Joe Turner, Willis Jackson, Jimmy Rushing, Jimmy McGriff, Dizzy Gillespie, George Benson, Gene Ammons und Archie Shepp. 1966 wirkte er mit Al Gorgoni (E-Gitarre) und Bobby Gregg (Schlagzeug) an der Einleitung von Bob Dylans Klassiker „Like a Rolling Stone“ mit, die im Overdub-Verfahren entstand. In gleicher Besetzung wirkte er im Anschluss bei der Überarbeitung der zweiten Fassung von The Sound of Silence von Simon and Garfunkel mit. Zu hören ist er auch auf Plattenaufnahmen von Elmore James, Mickey & Silvia, The Drifters („Up on the Roof“, 1962), Tim Hardin (1966), Van Morrison (T.B. Sheets, 1967) und Nina Simone (Sings the Blues, 1967)
In den 70ern war Bushnell noch an Plattenaufnahmen von Houston Person und Sam Wooding beteiligt; 1974 trat er bei einem Tributkonzert zu Ehren von John Kirby mit Sy Oliver, Cliff Smalls, Charlie Persip und Maxine Sullivan in der New Yorker Carnegie Hall auf. Im Bereich des Jazz war er zwischen 1948 und 1976 an 106 Aufnahmesessions beteiligt.